# یواس‌اس کالوزاتچی (ای‌او-۹۸)
یواس‌اس کالوزاتچی (ای‌او-۹۸) (به انگلیسی: USS Caloosahatchee (AO-98)) یک کشتی است. این کشتی در سال ۱۹۴۵ ساخته شد.